# Фукокур сир Табас
Фукокур сир Табас (фр. Foucaucourt-sur-Thabas) насеље је и општина у североисточној Француској у региону Лорена, у департману Меза која припада префектури Бар ле Дик.
По подацима из 2011. године у општини је живело 57 становника, а густина насељености је износила 5,75 становника/km². Општина се простире на површини од 9,92 km². Налази се на средњој надморској висини од 124 метара (максималној 231 m, а минималној 175 m).

## Демографија
| 1962. | 1968. | 1975. | 1982. | 1990. | 1999. | 2011. |
| ----- | ----- | ----- | ----- | ----- | ----- | ----- |
| 104   | 87    | 76    | 73    | 61    | 64    | 57    |

График промене броја становника у току последњих година